# Otnice
Otnice (in tedesco Ottnitz) è un comune della Repubblica Ceca facente parte del distretto di Vyškov, in Moravia Meridionale.